# Arnaud Tournant
Arnaud Tournant (Roubaix, 5 d'abril de 1978) és un ciclista francès especialista en pista. Considerat un dels millors de tots els temps, va aconseguir nombrosos èxits esportius, entre els quals destaquen quatre medalles en els Jocs Olímpics, dinou medalles en els Campionats del Món de ciclisme en pista i nombroses victòries en la Copa del Món.
Ha estat reconegut amb diferents distincions com el grau de "Commandeur" de l'Orde Nacional del Mèrit.

## Palmarès
- 1996
  - Campió d'Europa sub-23 en Quilòmetre Contrarellotge
  - Campió d'Europa sub-23 en Velocitat per equips (amb Damien Gerard i Vincent Le Quellec)
- 1997
  -  Campió del món velocitat per equips
  -  Campió de França en Quilòmetre
- 1998
  -  Campió del món velocitat per equips
  -  Campió del món en Quilòmetre
  -  Campió de França en Quilòmetre
- 1999
  -  Campió del món velocitat per equips
  -  Campió del món en Quilòmetre
  -  Campió de França en Quilòmetre
- 2000
  -  Medalla d'or als Jocs Olímpics de Sydney en Velocitat per equips (amb Florian Rousseau i Laurent Gané)
  -  Campió del món velocitat per equips
  -  Campió del món en Quilòmetre
  -  Campió de França en Quilòmetre
- 2001
  -  Campió del món velocitat per equips
  -  Campió del món en Quilòmetre
  -  Campió del món velocitat
  -  Campió de França en Quilòmetre
- 2002
  -  Campió de França en Quilòmetre
- 2004
  -  Medalla de plata als Jocs Olímpics d'Atenes en Quilòmetre contrarellotge
  -  Medalla de bronze als Jocs Olímpics d'Atenes en Velocitat per equips (amb Mickaël Bourgain i Laurent Gané)
  -  Campió del món velocitat per equips
  -  Campió de França en Quilòmetre
- 2005
  -  Campió de França en Velocitat
- 2006
  -  Campió del món velocitat per equips
- 2007
  -  Campió del món velocitat per equips
- 2008
  -  Medalla de plata als Jocs Olímpics de Pequín en Velocitat per equips (amb Grégory Baugé i Kévin Sireau)
  -  Campió del món velocitat per equips

### Resultats a laCopa del Món
- 1997
  - 1r a Trexlertown, en Quilòmetre
- 1998
  - 1r a Cali, en Velocitat
  - 1r a Cali, en Velocitat per equips
  - 1r a Berlín, en Quilòmetre
- 1999
  - 1r a Cali, en Velocitat per equips
  - 1r a Cali, en Quilòmetre
- 2000
  - 1r a Ciutat de Mèxic, en Velocitat per equips
  - 1r a Ciutat de Mèxic, en Quilòmetre
- 2001
  - 1r a Ciutat de Mèxic, en Velocitat per equips
  - 1r a Ciutat de Mèxic, en Quilòmetre
- 2002
  - 1r a Monterrey, en Velocitat per equips
  - 1r a Monterrey, en Quilòmetre
- 2004
  - 1r a Aguascalientes, en Velocitat per equips
- 2004-2005
  - 1r a Sydney, en Velocitat per equips
- 2006-2007
  - 1r a Manchester, en Velocitat
- 2007-2008
  - 1r a Los Angeles, en Keirin
  - 1r a Los Angeles, en Velocitat per equips